# 沈惠蓮
沈惠莲，美籍韩裔钢琴家，广州星海音乐学院外籍教授，中国钢琴家杜宁武先生的夫人。

## 生平
沈惠莲六岁开始学钢琴，师从Juliette Eisenmann 和Mary Helton，十岁时在卡内基独奏厅成功首演。沈惠莲毕业于美国纽约市茱莉亚学院钢琴系，师从Jane Carlson和欧萨娜·雅布隆斯卡亚，曾在意大利Senigallia国际钢琴大赛中夺得桂冠。
杜宁武是沈惠莲在茱莉亚学院的同学，后结为夫妻。2001年，两人获意大利衣布拉国际大赛钢琴双重奏大奖，2004年9月获挪威格里格钢琴国际比赛双钢琴和四手联弹两项第一名，以及格里格作品特别奖。2005年，两人定居广州开始在星海音乐学院钢琴系任教。2016年，星海音乐学院钢琴系举行了杜宁武、沈惠莲夫妇星海任教十周年音乐会。2019年，她与指挥家刘明合作，独自演奏了全部5首普罗科菲耶夫协奏曲，成为世界第二位，也是世界首位女性完成壮举的钢琴家。